# J.BOY (曲)
『J.BOY』（ジェイ・ボーイ）は、浜田省吾が1986年9月4日に発売された同名アルバム『J.BOY』に収録されている楽曲。

## 概要
作詞・作曲は浜田省吾、編曲はバックバンドであるTHE FUSEの板倉雅一と、江澤宏明が手掛けている。発売当時プロモーション盤以外はシングルカットされていない。
浜田の代表曲で、ファンの人気も非常に高い。1986年発表以来、ツアーで必ず演奏される。
竹内まりやが「J-BOY」という楽曲を、本作発売の7年前である1979年に発売されたアルバム『UNIVERSITY STREET』に収録されているが、本作とは関係ない。当時の杉真理のディレクターは浜田と同じ須藤晃であり、須藤はこの件を浜田に話したが、浜田は「それでも構わない」と答え、タイトルを変更することはなかった。
阪神タイガースの桐敷拓馬投手は、自身の登場曲に同曲を使用している。

## 音楽性
「J.BOY」とは「JAPANESE BOY」の略で、「成熟しない日本」といった意味も含まれている。また、『DOWN BY THE MAINSTREET』（1984年）から『FATHER'S SON』（1988年）に至るまで、浜田は一人の少年が成長していく様を、自身を投影しながら描いてきた。
社会への虚しさや怒りを感じつつも日々猛烈に働き続ける「J.BOY」が主人公であり、その後の所謂バブル景気に繋がる空前の経済高成長に浮かれていた当時の日本社会の影の部分をとらえている。「資源もなく国土の狭い国で、これだけ多くの人が豊かな暮らしをしているということ自体、凄く異常なことだ」と浜田は話しており、歌詞の中で「頼りなく豊かなこの国」と歌っている。本作発売4年後である1990年に発表した楽曲「詩人の鐘」に於いても同様の観点で歌っている。
2011年のライブで本曲を歌唱した際には、導入前にこの曲が作られた1986年から2011年までの25年間の日本の歩みを浜田独自の視点で振り返った内容のMCがあり、「アメリカを抜いて世界一の経済大国になるとさえ言われた『頂点に向かっていく』雰囲気の中で、少しずつ日本人は慎ましさ、謙虚さ、勤勉さを失っていると感じた」「バブル崩壊以降は格差が広がり10年が失われ、さらについ最近の世界的な金融危機によって20年が失われた」「そして今年3月11日（の出来事によって）、間違いなく戦後、最も困難な時期にこの国はある」と訴えた上で、「25年前に自分自身に問いかけたことが、今になってもっと深い意味になり返ってきた」と締めくくっている。
いわゆるプロテストソングと呼ばれるタイプの楽曲であるが、浜田は「たとえば、『J.BOY』の中で"日常を吹き飛ばせ"と歌ったら、それは自分自身に向けて歌っている部分もあるんですよね」と話している。

## リミックス・ヴァージョン
2002年『SHOGO HAMADA ON THE ROAD 2001.COM』の緊急企画として、「J. Boy remix for J athletes」と題したリミックス・ヴァージョンが公開、2002年6月12日から6月30日までの期間限定でbitmusicにて無料配信された。本ヴァージョンは、2002 FIFAワールドカップと2006 FIFAワールドカップの応援ソングとして起用された。2006年5月31日、ビクターエンタテインメントから発売されたコンピレーション・アルバム『Football Music Album YELL』に収録された。

## J.BOY (LIVE VERSION)
『J.BOY (LIVE VERSION)』（ジェイ・ボーイ ライヴ・ヴァージョン）は、1991年6月8日に発売された浜田省吾のシングル。ライヴ盤であり、オリジナル音源とは異なる。2005年3月24日に、マキシシングルとしてリサイズされ復刻された。
ジャケットは、アルバム『J.BOY』のブックレットで使われている写真を使用している。
カップリングは、1986年に発売された12インチシングル『路地裏の少年』のカップリング曲で、1985年に時任三郎へ提供した「Walking in the rain」のセルフカバーが収録されている。

### 収録曲
1. J.BOY (Live ON THE ROAD '90 at KOMAZAWA UNIVERSITY MEMORIAL HALL)（作詞・作曲：浜田省吾 編曲：浜田省吾 & THE BAND）
2. Walking in the rain（作詞・作曲：浜田省吾 編曲：古村敏比古）

### 参加ミュージシャン
| J.BOY (Live ON THE ROAD '90 at KOMAZAWA UNIVERSITY MEMORIAL HALL) Live From "ON THE ROAD '90" at KOMAZAWA UNIVERSITY MEMORIAL HALL - Lyrics and Music by 浜田省吾 - Arrangement by 浜田省吾 & THE BAND - Drums：高橋伸之 - Bass & Chorus：関雅夫 - Keyboards & Chorus：姫野達也 - Keyboards：梁邦彦 - Guitar & Chorus：町支寛二 - Saxophone：古村敏比古 | Walking in the rain - Lyrics and Music by 浜田省吾 - Arrangement by 古村敏比古 - Drums：高橋伸之 - Bass：江澤宏明 - Keyboards：板倉雅一 - Saxophone：古村敏比古 - Guitar：町支寛二 |